# Саховат (район Рудаки)
Саховат (тадж. Саховат; до 2008 года — Большевик) — село в районе Рудаки Республики Таджикистан. Входит в состав джамоата (сельской общины) Чоргултеппа.
Находится на расстоянии 1 км от районного центра (пгт. Сомониён).
Население — 1676 чел. (2017).